# 雌雄同體

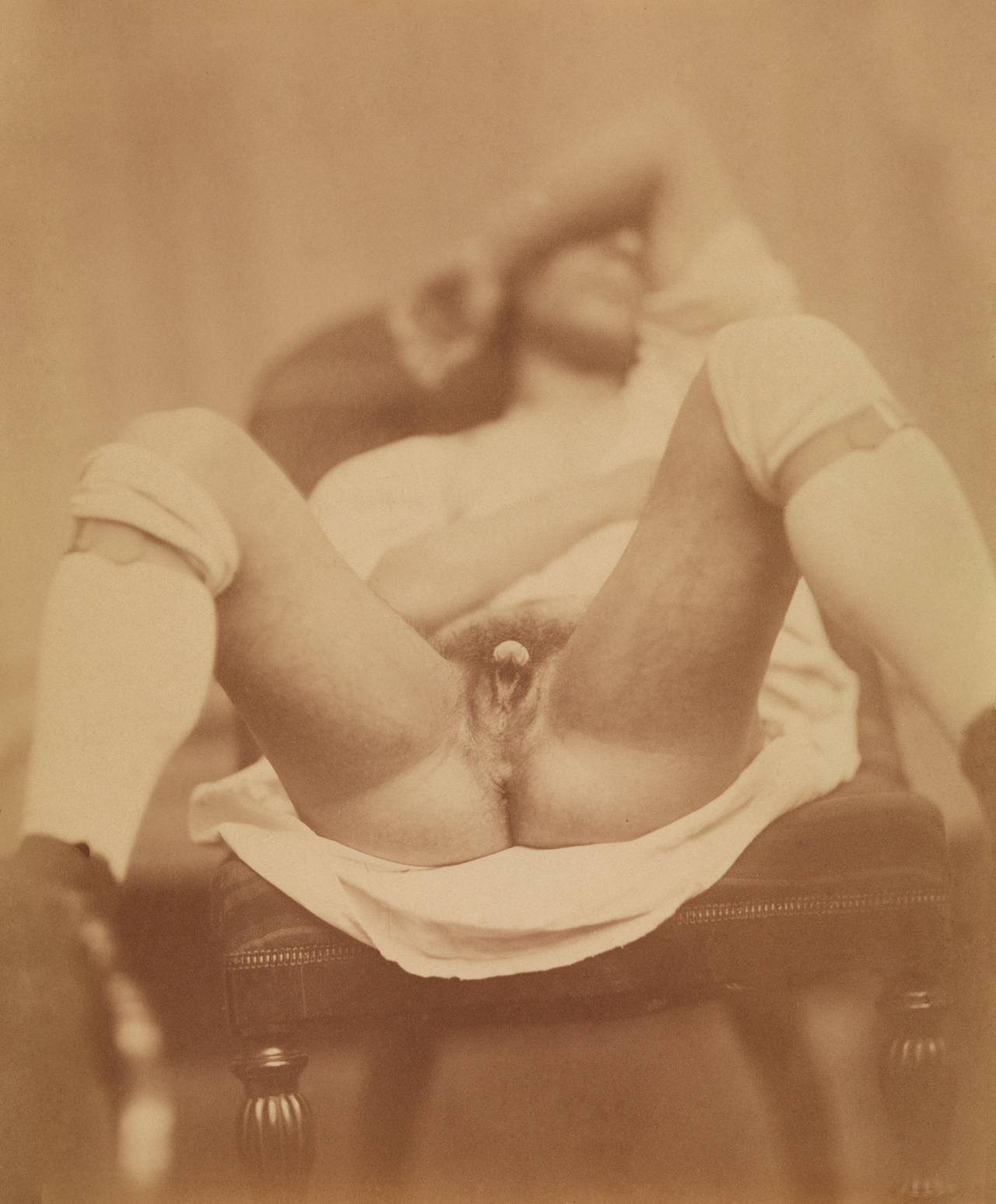
雙性人的生殖器。

在生物學上，雌雄同體（英語： Hermaphrodite (plant)），又稱雌雄不分相、雌雄間性，是指同時有雄性和雌性的生殖器官、第二性徵。人類的雌雄間性情况稱為雙性人。
在文化上，雌雄同體則是指同一個個體身上同時擁有「陰柔」和「陽剛」的性別氣質，或者同時認同自己身為「女性」及「男性」的性別身份。

## 背景
關於雌雄同體的發生率，最高的估計（Fausto-Sterling et. al., 2000）：有1%的活產兒有某種程度的性別不明，有0.1-0.2%的活產兒會因性別不明現象引起醫療關注，包括以手術消除此現象。其他人（Leonard Sax, 2002）估計的真正雌雄同體的發生率則低很多，約為1.8/100,000。
在一般人類胚胎的發育過程中，SRY基因會使生殖腺發育為睾丸，沒有SRY基因生殖腺則會發育為卵巢。在此之後，內生殖器與外生殖器的發育是由某些胚胎生殖腺分泌的荷爾蒙決定。在受孕幾週後的胚胎生殖腺基本上是雌性的，擁有一對「泌尿生殖皺摺」，中間有一小隆起物，隆起物後有尿道。如果生殖腺發育為睾丸，而睾丸分泌睾脂酮，而且細胞也對睾脂酮有反應，則外側皺摺會腫起，中線會融合以形成陰囊。隆起物會長大變直形成陰莖，皺摺內側會包住陰莖，中線會融合以形成陰莖尿道。出生後睾丸會下降入陰囊。如果生殖腺發育為卵巢，另外一套過程會形成雌性內外生殖器。以上一般過程中出現特殊變化，就會形成程度不一的雌雄同體現象。有幾十種已經命名的醫療狀況會引起雌雄同體的構造，生育能力則不一定。

## 內容
一般人類雄性有XY染色體，雌性有XX染色體。運動比賽有時用有無Y染色體來決定性別（但時有其他混淆）。某些上述兩種之外的性染色體會造成雌雄同體，代表如克氏症候群（性染色體為XXY或XXXY等）。
而染色體XX（一般為雌性）的胎兒之中，雌雄同體之生物成因則有：
- 先天性腎上腺增生症會造成染色體XX的胎兒雖有雌性內部構造，但有性別不明或雄性的外生殖器及第二性徵。此為最常見之性別不明現象。
- Progestin-induced virilisation，由避孕用合成黃體素藥物Progestin（又叫「孕酮」或「黃體酮」）引起。個體有雌性內外生殖器，只是有某些雄性第二性徵。

而染色體XY（一般為雄性）的胎兒之中，雌雄同體之生物成因則有：
- 「頑固性密拉氏管徵候群」（Persistent mullerian duct syndrome），又譯「永久性苗勒氏管綜合症」，指胎兒個體有雄性身體以及子宮和輸卵管。
- 睾脂酮不敏症候族（英语：Androgen Insensitivity Syndrome），由於身體對睾脂酮無反應導致。胎兒個體外觀是雌性身體，但是沒有子宮和輸卵管。
- 5-alpha-reductase deficiency，個體有睾丸、陰道、陰唇，還有小而可以射精的陰莖（位於相當於陰蒂的位置，出生時看來也像陰蒂）。這些個體就像一般女孩一樣長大。但是青春期時睾丸會下降，也會變聲，通常也會自我認同為男性。

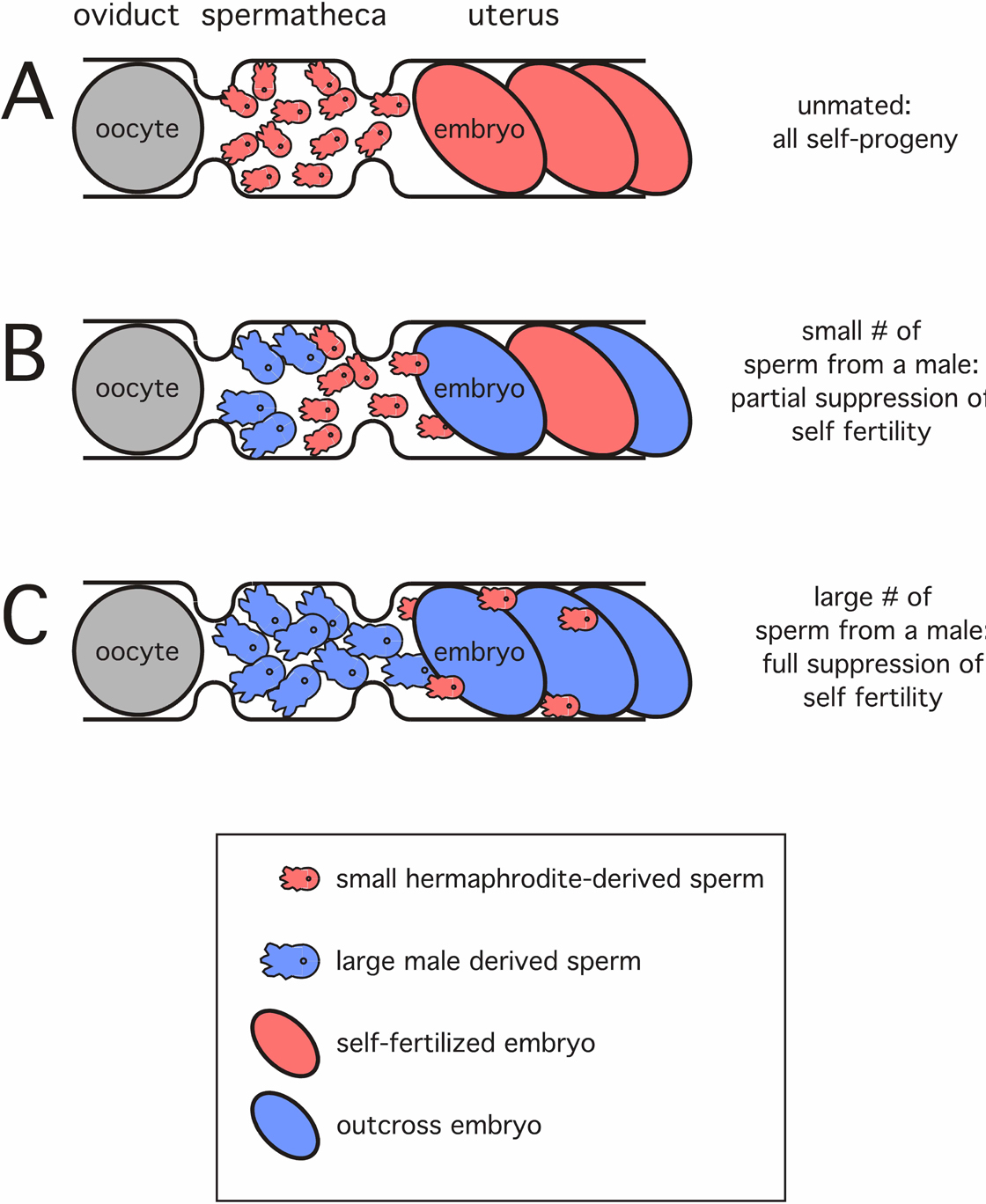
線蟲在雌雄同體精子競爭中的交互作用。

### 植物
於植物則稱為「雌雄同株」（monoicous）。

### 嵌合體現象
根據《新英倫醫學雜誌》報道，英國有發現擁有陰莖，一個睾丸，一個卵巢與輸卵管的新生兒。此個體一部分細胞是XY染色體，一部分是XX。推測可能是兩個不同胚胎在發育中形成一個嵌合體。

## 文化影響
除了從生物學角度定義雌雄同體外，亦有不少學者從文化研究、社會學及心理學的角度對人類的性別氣質加以討論：同一個體是否可以同時擁有兩種性別氣質的雌雄同體？生物學上的女性是否本質上是陰柔的、而生物學上的男性是否天生是陽剛的？心理學家Sandra Bem（1974）的研究對雌雄同體的討論很有啟發性，她指出了不同程度的陰柔氣質/陽剛氣質結合在一個人身上是可能的，而且雌雄同體的人格特質是更能自我實現（self-actualized）的。可以想像，社會存在著不是兩種（男／女）或四種（陽男／陽女／陰男／陰女）性別，而是佈滿在「女—男」及「陰柔—陽剛」兩個互相垂直的軸上不同位置形形色色的個體（大部分都是雌雄同體，沒有所謂女／男性本質、理想女／男性氣質的限制／轄制）。

### 女性主義觀點
對女性主義來說，雌雄同體的討論關係到拆解父權社會性別神話的批判，也關乎追求理想世界中性別關係的理論及策略問題。
自由主義女性主義的基本命題是強調女性作為人類一分子，應擁有與男性同等的權利及自由。為了回應傳統上視女性為本質上次等的人類的問題，自由主義女性主義者傾向爭辯女性在各方面的本質亦與傳統男性無異。以弗里丹（Betty Friedan）為例，她早期追求的是讓所有女性像任何男人一樣摒棄陰柔氣質、以達到自我實現的空間，這意味著理想的女性氣質是陽剛的，女人須追求「更加陽剛」以獲得解放。總的來說，作為爭取平等的策略，自由主義女性主義比較強調女性氣質內的陽剛性質與男性無異。
激進女性主義的基本命題是性/社會性別制度是婦女受壓迫的根本原因。激進自由派女性主義者認為社會性別角色與生物性別間的關係是虛假的，主張女性應敢於表達陽剛氣質，米利特（Millett）主張謹慎地把可取的陽剛氣質及陰柔氣質結合成為理想的雌雄同體；費爾斯通（Firestone）更認為要借生殖科技讓女性擺脫女性的生殖角色，使女性（和男性）可自主地融合陽剛氣質及陰柔氣質，她們的共同目標是讓雌雄同體的理想成為打破社會性別角色對女性的轄制。與激進自由派女性主義不同，激進文化派女性主義從陰柔氣質／女性氣質中找到女性本來的力量及價值，弗倫奇（Marilyn French）的理想社會是個體男女更熱誠地接受陰柔氣質的價值，如「共享快樂」的意識，她心目中的雌雄同體是更強調陰柔氣質的個體。另一位激進文化派女性主義者戴利（Mary Daly）認為男性氣質中沒有什麼有價值的元素，雌雄同體只不過是男性誘使女性加入他們的力量的陷阱。而主張女性擺脫男人建造的陰柔氣質，發揮本源的女性氣質。她不相信陽剛男性（virile men）能擁有陰柔／女性特質（femininity/femaleness），這隱含著以女同性戀為與男性分離策略的傾向。
精神分析女性主義關心童年經驗如何影響一個人的性別氣質的發展。如霍爾內（Karen Horney）假設，在脫離父權社會的文化塑造後，女性和男性可發展出不同的女性氣質/男性氣質，一個融合可取的陰柔氣質及陽剛氣質的雌雄同體社會是可能的。
社會性別女性主義者更多從心理及文化結合的角度來分析性別氣質的形成。吉列根（Carol Gilligan）傾向發掘陰柔氣質中的優勝之處，跟弗倫奇的觀點相近，女性應堅持陰柔氣質，男性則應拋棄那些極端的陽剛氣質，更多接受陰柔的關懷倫理學。
存在主義女性主義的代表西蒙·波娃主張女性應脫離「他者」的角色而追求成為「自為的存在」（being-for-itself），她強調女性應以參加公共領域的事務來克服從屬的地位。雌雄同體似乎不是她的理想策略，在《第二性》中，她認為沒有先定的女性氣質，女性可透過社會地位/制度的改變而超越陰柔氣質的轄制。在這方面，她比較接近自由主義女性主義趨向陽剛的觀點。
後現代女性主義者如西蘇（Helene Cixous）、伊麗格瑞（Luce Irigary）及克里斯多娃（Julia Kristeva）致力打破二元對立、著重差異，雖然她們集中研究及實踐陰性書寫，把哲學從陽剛氣質解放出來，但她們意識到給事物貼標籤的會成為霸權的陷阱，可以說，女性氣質／男性氣質、陰柔氣質／陽剛氣質、甚至雌雄同體都是她們要超越但又不能不討論的概念。「（兩性差別的倫理道德）並不反對任何事物，也不與任何事物發生衝突……我永遠代替不了一個男人，男人也永遠代替不了我，無論他們可以變換什麼樣的身份……他們不具有互換性。」